# 6 Tauri
6 Tauri (t Tauri) é uma estrela na direção da Taurus. Possui uma ascensão reta de 03h 32m 35.93s e uma declinação de +09° 22′ 24.8″. Sua magnitude aparente é igual a 5.76. Considerando sua distância de 355 anos-luz em relação à Terra, sua magnitude absoluta é igual a 0.57. Pertence à classe espectral B9IV.